# Gymnema macrothyrsa
Gymnema macrothyrsa är en oleanderväxtart som beskrevs av Otto Warburg. Gymnema macrothyrsa ingår i släktet Gymnema och familjen oleanderväxter. Inga underarter finns listade i Catalogue of Life.